# Sociedade de São José do Sagrado Coração
A Sociedade de São José do Sagrado Coração (em latim: Societas Sodalium Sancti Joseph a Sacra Corde) abreviada SSJ, também conhecida como Josefitas, é uma sociedade de vida apostólica de direito pontifício para homens (sacerdotes e irmãos) com sede em Baltimore, Maryland, Estados Unidos. Eles trabalham especificamente entre afro-americanos.
Eles foram formados em 1893 por um grupo de padres de Mill Hill que trabalhavam com escravizados recém-libertos emancipados durante a Guerra Civil Americana. Os fundadores incluíam o padre John R. Slattery, que liderou o grupo e tornar-se-ia o primeiro superior geral josefita, e um dos primeiros padres negros do país, Pe. Charles Uncles. Com a permissão dos líderes de Mill Hill, assim como do cardeal-arcebispo de Baltimore, James Gibbons, o grupo estabeleceu os josefitas como uma sociedade missionária independente de Mill Hill, com sede nos Estados Unidos e totalmente dedicada à causa afro-americana.
Desde então, eles têm servido em paróquias, em escolas e noutros ministérios negros em todo o país e desempenharam um papel importante no Movimento Católico Negro do final dos anos 1960 até os anos 1990, no qual o catolicismo se tornou uma parte mais relevante da igreja negra, não apenas liturgicamente mas de outras formas. Os josefitas foram fundamentais na restauração do diaconato permanente nos Estados Unidos após o Concílio Vaticano II, e o bispo josefita John Ricard ajudou a fundar o Congresso Nacional Católico Negro em 1987.
Em 2011, a sociedade elegeu seu primeiro superior geral afro-americano, Pe. William "Bill" Norvel, que estabeleceu um centro de vocações para a sociedade na Nigéria. Os dois superiores seguintes também foram afro-americanos, mas em setembro de 2021, a liderança da sociedade e os novos seminaristas e padres são quase todos nigerianos.

## História

### Origem (1865-1869)
O ano de 1865 inaugurou o período da Reconstrução do Sul, durante o qual foi aprovada a Décima Terceira Emenda à Constituição dos Estados Unidos, proibindo a escravidão. Dez ex-estados confederados foram divididos em cinco distritos militares. Como condição de readmissão à União, os ex-confederados foram obrigados a ratificar a Décima Quarta Emenda à Constituição, que concedeu cidadania a todas as pessoas nascidas nos EUA, independentemente da raça.
Foi nesse cenário que os bispos católicos dos Estados Unidos se reuniram para seu décimo conselho provincial em Baltimore, Maryland, em 1869. O quinto decreto desse concílio exortava os padres conciliares a prover missões e escolas para todos os negros norte-americanos em suas dioceses, pois a educação era vista como uma necessidade preocupante pela comunidade.
Posteriormente, os padres conciliares escreveram uma carta solicitando o clero para esse fim ao Pe. Herbert Vaughan, superior geral da Sociedade das Missões Estrangeiras de São José em Mill Hill, Londres. Ele fundara a sociedade em 1866 e, em 1869, abriu o St Joseph's Foreign Missionary College naquela parte de Londres. Vaughan mais tarde se tornou arcebispo de Westminster e cardeal.

### Primórdios e independência norte-americana (1870-1893)
Vaughan, com uma comissão adicional para o trabalho provinda do Papa Pio IX, levou um grupo de seus presbíteros para Baltimore em 1871 para servir aos alforriados. Os bispos norte-americanos tinham vários grupos de católicos negros durante esse período e, muitas vezes, poucos padres, paróquias e programas para servi-los. Embora isso por si só não preocupasse necessariamente os bispos, a conferência episcopal do país assumiu a causa, criando um sistema de trabalho missionário para o apostolado negro que era mais frequentemente preenchido por grupos como os padres de Mill Hill. Conforme surgisse a necessidade numa determinada diocese de um ministério voltado para os negros, eles eram chamados para curar paróquias e corpos docentes e estabelecer postos missionários para ganhar convertidos.
Em 1893, Pe. John R. Slattery (um líder da comunidade norte-americana dos padres de Mill Hill) fez uma petição para que seus coirmãos se reorganizassem para criar uma instituição sediada nos Estados Unidos. O compromisso da nova sociedade com o apostolado afro-americano seria o mesmo de antes: ensinar a fé da Igreja Católica e promover os ensinamentos da Igreja sobre justiça social. O plano foi aprovado e um pequeno número de padres norte-americanos de Mill Hill concordou em se transferir e foram recebidos pelo arcebispo de Baltimore, James Gibbons, para formar o que começaria como um instituto diocesano.

### Conflitos iniciais e Pe. Uncles (1893-1933)
No pequeno grupo instituidor de padres josefitas em 1893, estava o Pe. Charles R. Uncles, o primeiro padre afro-americano ordenado em solo americano (e o primeiro treinado nos Estados Unidos, embora seus estudos iniciais tenham sido num seminário no Quebec).
Pe. Uncles enfrentaria oposição aferrada dentro e fora da congregação, já que ordenar um padre negro e nomear um eram duas questões totalmente diferentes. Leigos, padres e bispos racistas contrariaram o novo empreendimento, garantindo que os padres pretos fossem rejeitados nas paróquias e nas comunidades - sufocando os sonhos de Slattery de uma classe sacerdotal negra crescente. Em vez disso, padres negros como Uncles foram relegados a viagens de pregação no extremo sul, a funções paroquiais subservientes e a cargos de formadores no seminário josefita em DC. Enquanto isso, os sacerdotes josefitas brancos continuaram expandindo seu trabalho por todo o país.
John Henry Dorsey, SSJ, foi ordenado na sociedade em 21 de junho de 1902, tornando-se o segundo padre negro ordenado na América (depois de Uncles). Ele iria ajudar a fundar os Cavaleiros de Pedro Claver em 1909 na Igreja do Puríssimo Coração de Maria em Mobile, Alabama. Morreria tragicamente, porém, em 1923, após ser assassinado pelo pai de um estudante.
O Epiphany Apostolic College foi inaugurado em 1925 perto de Newburgh, Nova Iorque, e funcionaria como seminário menor da sociedade, educando os alunos até o ensino médio e por dois anos de estudos universitários. Nesse mesmo ano, os josefitas ajudariam a fundar a Universidade Xavier da Luisiana, então a única universidade católica negra do país. O Pe. Edward Brunner, SSJ, serviu como o primeiro e o único sacerdote presidente da instituição. Os josefitas foram elevados à condição de sociedade de vida apostólica de direito pontifício em 1932.
De sua parte (e principalmente devido ao racismo implacável que viu na Igreja Católica dos Estados Unidos), Slattery acabaria perdendo a esperança na missão, no catolicismo e no cristianismo em geral - abandonando seu posto, o sacerdócio e, eventualmente, a fé. Ele então se casou e se tornou um advogado de sucesso, deixando sua fortuna e papéis para a Biblioteca Pública de Nova Iorqueapós sua morte no mesmo ano que Dorsey.
Pe. Uncles morreu como pária dentro da ordem em 1933, frustrado por circunstâncias racistas a ponto de não se considerar mais um josefita.

### Expansão e racismo continuado (1933-1950)
Após as experiências iniciais com Uncles e poucos outros, os superiores gerais josefitas subsequentes hesitaram em aceitar candidatos negros à sociedade; eles aceitavam um mulato aqui e ali, mas de forma geral se afastaram da questão dos padres pretos, mesmo continuando a trabalhar com pessoas de cor.
Essa reticência (e escassez vocacional) era notada pelos próprios católicos negros, principalmente por Thomas Wyatt Turner e sua organização <i>Federated Colored Catholics</i>. Essa pressão não teria muito efeito por muitos anos, mas a questão permaneceu na mesa, pois os josefitas continuaram a crescer tanto em número de membros quanto em administração paroquial.
Louis Pastorelli, o superior geral mais longevo dos josefitas, durante o período entre guerras, continuou a política de restringir candidatos negros, mas apoiou cautelosamente os esforços do sacerdócio negro de outras ordens - especificamente os planos da ordem do Verbo Divino para um seminário negro no Mississippi, que rapidamente produziu quatro novos padres negros desejados.
À medida que mais dioceses e ordens começaram a aceitar candidatos negros em seus programas de formação sacerdotal, os josefitas lentamente se tornaram mais abertos a receber candidatos negros sem restrições. Durante a década de 1940, o superior geral josefita Edward V. Casserly instituiu políticas oficiais permitindo mais liberdade para candidatos negros. No mesmo período, a sociedade também aderiu vinte paróquias e vinte escolas - incluindo a escola secundária St. Augustine, totalmente negra (e totalmente masculina), em Nova Orleães, anteriormente uma escola diocesana.

### Direitos civis e Black Power (1950-1971)
Quando a porta se abriu para os padres negros na preparação para o Movimento dos Direitos Civis, a ordem josefita enfrentou a possibilidade de mudar de cor, causando consternação entre muitos membros. Um superior conservador chegou ao ponto de instituir uma política explicitamente racista para impedir que as candidaturas de negros fossem sequer avaliadas; Casserly rapidamente convocou uma reunião da liderança e anulou o exagero. Mesmo assim, o estilo de gerenciamento rígido de Casserly resultou num fim abrupto em 1948 de seu mandato como superior geral. Seu sucessor, Thomas P. McNamara (e seu braço direito, o futuro superior geral George F. O'Dea), continuaria a expansão da atividade josefita e das vocações negras.
Depois de algumas décadas de sinais positivos e de progresso (incluindo a trajetória notável do ativista josefita Philip Berrigan, preso frequentemente), o fim sangrento do Movimento dos Direitos Civis propriamente dito apresentou um novo desafio: o radicalismo negro. O assassinato de Martin Luther King Jr trouxe à tona questões de racismo e promoveu um novo compromisso com a justiça social e o Black Power entre muitos clérigos e religiosos negros. Isso começou para valer com a convocação da primeira Convenção Nacional do Clero Católico Negro (National Black Catholic Clergy Caucus - NBCCC), realizada em Detroit, em abril de 1968, logo após o assassinato de King e dos tumultos resultantes. Foi a primeira reunião do clero católico negro do país e produziu uma declaração que em sua linha de abertura chamou a Igreja Católica na América de "uma instituição primariamente branca e racista".
Isso ajudou a produzir apelos por liberdade e expressão negra mais autênticas, bem como acompanhamento de paróquias e escolas negras por pessoas negras, o que causou tensão em toda a Igreja - inclusive no Seminário São José (a casa josefita) em Washington DC. O seminário menor em Nova Iorque, Epiphany, perdeu números rapidamente na mesma época e foi fundido com o programa de seminário menor de outra sociedade em 1970; logo fecharia completamente. Leigos negros protestaram em São José no verão de 1971 e, eventualmente, um bom número de seminaristas saiu ou foi convidado a sair completamente, fazendo com que a escola fechasse para estudos naquele mesmo ano. (Seminaristas, membros aposentados e outros padres e locatários externos continuam a usar o prédio como alojamento, e também acomoda os arquivos josefitas, o Centro Pastoral, a biblioteca e outros espaços acessíveis ao público.)
Algumas das demandas feitas pelos leigos durante o período de ruptura foram de fato atendidas, incluindo o restabelecimento do diaconato permanente, ato que ocorreu em grande parte a mando de um padre josefita e com foco na comunidade afro-americana.
Após a crise do Black Power, os seminaristas josefitas passaram a estudar na União Teológica de Washington (atualmente extinta). Mais tarde, a sociedade utilizaria a Universidade Xavier da Luisiana - a qual os josefitas ajudaram a fundar - como uma espécie de seminário menor. A sociedade eventualmente passou a mandar seus alunos sucessivamente para a União Teológica de Washington, para o Estudantado Dominicano, para a Universidade Howard, para a Universidade Católica da América e/ou  para outras instituições do Distrito de Columbia.

### Era moderna
Durante a década de 1980, o Pe. William Norvel serviu como consultor geral para os josefitas e como presidente da NBCCC. Ele é creditado por iniciar o movimento gospel católico em Washington, DC, e em Los Angeles, implementando de forma litúrgica alguns dos apelos à expressão negra que surgiram na reunião de Detroit. Em 1987, o bispo josefita John Ricard fundou o Congresso Nacional Católico Negro, um renascimento do movimento homônimo do final do século XIX.
Em junho de 2011, cerca de 130 anos após sua fundação, os josefitas elegeram Norvel como seu primeiro superior geral negro. Dois dos superiores gerais seguintes também foram negros, incluindo o atual bispo Ricard.

#### Nigéria
Norvel também estabeleceu uma casa de formação espiritual josefita na Nigéria, onde ele serviu por cinco anos e que agora produz a maioria das vocações josefitas. Há algum tempo, os novos seminaristas e padres da sociedade são quase que inteiramente nigerianos. A sociedade atualmente opera um seminário menor naquele país e, em 2021, recebeu cerca de uma dúzia de novos alunos para a escola.

#### Mudança de sede
A Casa de São José, que havia sido a residência do superior geral e de outros administradores, foi vendida em janeiro de 2019. Eles agora residem nas proximidades, num espaço compartilhado de residência e de escritório, que funciona como sede dos josefitas desde cerca de 2016.

## Organização e associação
A sociedade opera 34 paróquias em doze (arqui)dioceses, bem como a escola secundária St. Augustine em Nova Orleães, Luisiana, uma escola historicamente de negros, fundada pela sociedade com a Arquidiocese de Nova Orleães em 1951.
A sede está localizada no norte de Baltimore e a residência de seus seminaristas e aposentados, o Seminário São José, fica em Washington, DC.
Em 2012, a sociedade tinha 40 casas e 88 membros, incluindo 76 sacerdotes.
No final de 2020, o vigário geral, Pe. Thomas Frank, relatou que a sociedade tinha 60 membros.

## The Josephite Harvest(revista)
The Josephite Harvest é a revista oficial da sociedade e a revista missionária católica mais antiga existente nos Estados Unidos. Começou em 1888, publicada sob o nome The Colored Harvest, antes de mudar de nome em 1960. Durante o século 20, The Harvest narrou os esforços dos josefitas para construir paróquias e escolas para afro-americanos em todo o país.
Hoje, a revista publica trimestralmente em formato físico também disponível em versão digital.

## Seminário São José

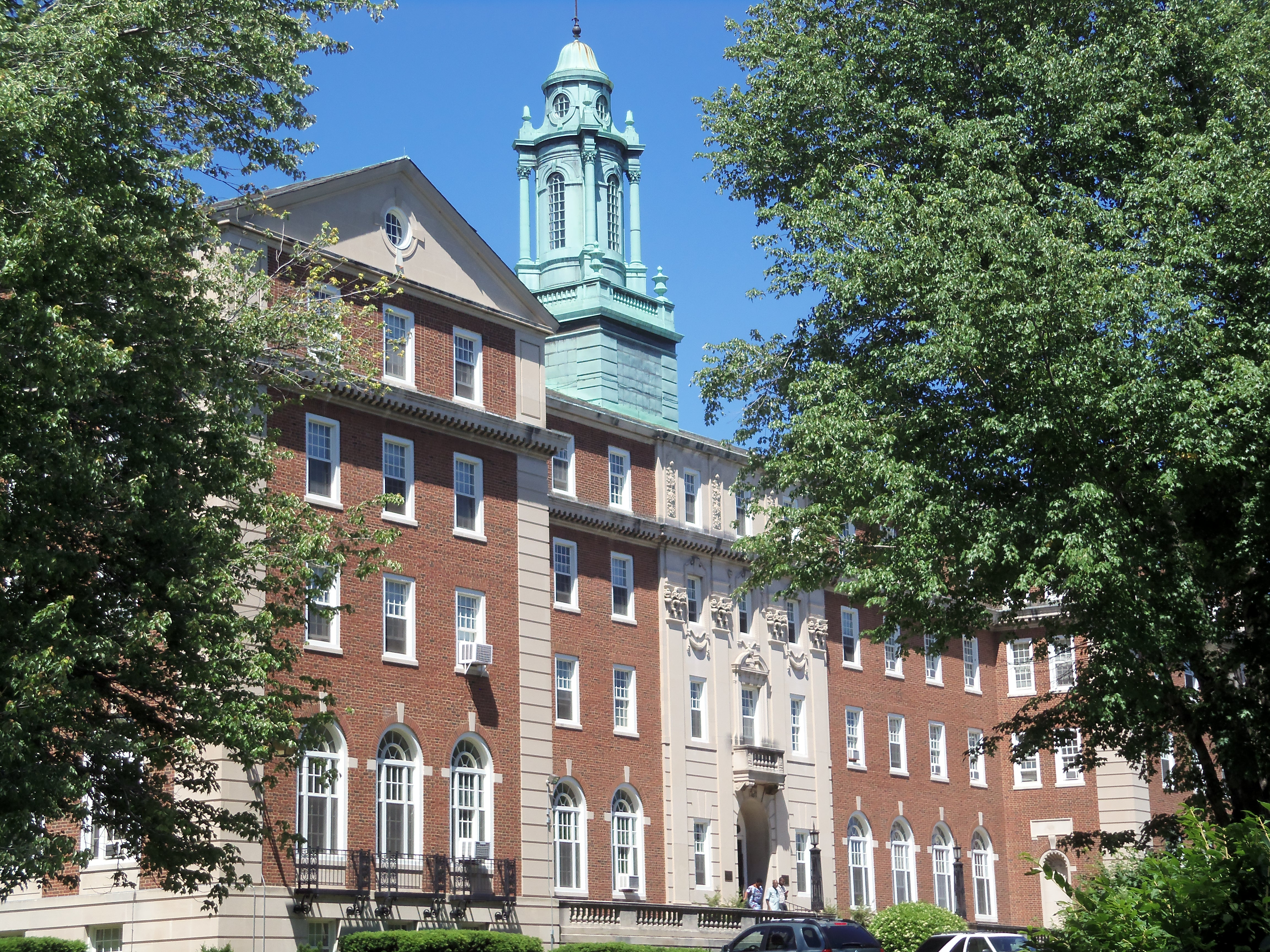
Seminário São José em Washington, DC.

São José, o seminário josefita, está localizado em Brookland, Washington, DC. É uma das muitas instituições católicas afamadas na área, conhecida hoje por sua forte influência e presença católica.
Embora o seminário tenha fechado para estudos acadêmicos em 1971, ele continua a abrigar os seminaristas josefitas durante o ano letivo, bem como padres josefitas aposentados (e outros) e inquilinos não afiliados durante todo o ano.

### Arquivo
Também neste edifício estão os arquivos josefitas, amplamente considerados como alguns dos registros mais extensos da história afro-americana dos Estados Unidos. Até pouco tempo atrás, eles eram administrados pelos padres josefitas, porém mais recentemente foram repassados a um arquivista leigo (que atualizou significantemente sua organização e disponibilidade para pesquisadores).

### Centro Pastoral
O Centro Pastoral Josefita (Josephite Pastoral Center - JPC), também localizado no seminário, continua sendo um dos poucos provedores de materiais destinados especificamente ao ministério católico afro-americano. A loja é aberta ao público e comercializa itens que variam de calendários (incluindo o calendário anual da história afro-americana josefita) a obras de arte, livros e música. O JPC também já foi o principal posto avançado para a distribuição da série de arte "Jesus Mafa", que foi originalmente licenciada aos josefitas por seu criador. O JPC também administra uma loja virtual para seus produtos.

### Biblioteca
A biblioteca do Seminário São José também é significativa, abrigando uma série de artefatos e documentos importantes relacionados não só à história católica afro-americana, mas à história afro-americana de modo geral. Algumas dessas amostras são abertas ao público, enquanto outras são inéditas e amplamente intocadas.

## Membros notáveis
- Charles Uncles, primeiro padre católico afro-americano ordenado em solo americano
- Edward Murphy, famoso dramaturgo
- Philip Berrigan, ativista anti-guerra
- Eugene Marino, primeiro arcebispo afro-americano na Igreja Católica
- Carl Fisher, primeiro e único bispo católico afro-americano a oeste do Texas
- John Ricard, bispo aposentado e superior geral eleito em 2019

## Superiores gerais
| Não. | Nome                   |  | Tomou posse          | Deixou o cargo       | Local de nascimento     |
| ---- | ---------------------- |  | -------------------- | -------------------- | ----------------------- |
| 1    | John R. Slattery       |  | 1893                 | 1904                 | Cidade de Nova Iorque   |
| 2    | Thomas B. Donovan      |  | 1904                 | 1908                 | Kentucky                |
| 3    | Justin McCarthy        |  | 1908                 | 1918                 | Irlanda                 |
| 4    | Louis B. Pastorelli    |  | 1918                 | julho de 1942        | Boston, Massachusetts   |
| 5    | Edward V. Casserly     |  | 1942                 | 1948                 | Irlanda                 |
| 6    | Thomas P. McNamara     |  | 1948                 | 1960                 | Filadélfia, Pensilvânia |
| 7    | George F. O'Dea        |  | julho de 1960        | outubro de 1970      | Brooklyn, Nova Iorque   |
| 8    | Matthew J. O'Rourke    |  | julho de 1971        |                      | Bronx, Nova Iorque      |
| 9    | Eugene Patrick McManus |  | 1988                 | 1995                 |                         |
| 10   | Robert Michael Kearns  |  | 1995                 | 17 de junho de 2003  | Boston, Massachusetts   |
| 11   | Edward J. Chiffriller  |  | 17 de junho de 2003  | 15 de junho de 2011  |                         |
| 12   | William L. Norvel      |  | 15 de junho de 2011  | 19 de junho de 2015  | Pascagoula, Mississippi |
| 13   | Michael Thompson       |  | 19 de junho de 2015  | 1º de agosto de 2019 | Port Arthur, Texas      |
| 14   | Bispo John Ricard      |  | 1º de agosto de 2019 | presente             | Baton Rouge, Luisiana   |

## Prelados de suas fileiras
Viventes
- John Huston Ricard, bispo emérito de Pensacola–Tallahassee (EUA)

Falecidos (por ano de falecimento)
- 1993: Carl Anthony Fisher, bispo auxiliar de Los Angeles (EUA)
- 2000: Eugene Antonio Marino, arcebispo de Atlanta (EUA)